# Heuvelforten van Rajasthan
Als heuvelforten van Rajasthan zijn zes forten in de Indiase deelstaat Rajasthan in Noord-India erkend als UNESCO werelderfgoed. De monumenten van cultureel erfgoed werden in 2013 tijdens de 37e sessie van de Commissie voor het Werelderfgoed toegevoegd aan de werelderfgoedlijst. 
De meeste van deze forten zijn gebouwd in het Aravalligebergte. In ouderdom variëren ze tussen bouwwerken van de 5e tot de 18e eeuw. 
Het gaat om:
- Fort Chittorgarh
- Fort Kumbhalgarh
- Fort Ranthambore
- Fort Gagron
- Fort Ajmer
- Fort Jaisalmer

Grotten van Ajanta · Grotten van Ellora · Fort van Agra · Taj Mahal · Zonnetempel van Konárak · Monumentengroep bij Mahabalipuram · Nationaal park Kaziranga · Wildpark Manas · Nationaal Park Keoladeo · Kerken en kloosters van Goa · Monumentengroep bij Khajuraho · Monumentengroep bij Hampi · Fatehpur Sikri · Monumentengroep bij Pattadakal · Grotten van Elephanta · Chola-tempels · Nationaal park Sundarbans · Nationale parken Nanda Devi en Bloemenvallei · Boeddhistische monumenten bij Sanchi · Humayuns tombe, Delhi · Qutb Minar en zijn monumenten, Delhi · Bergspoorwegen van India · Mahabodhitempel · Rotsschuilplaatsen van Bhimbetka · Archeologisch park Champaner-Pavagadh · Chhatrapati Shivaji Terminus (voormalig Victoria Station) · Rode Fortcomplex · Heuvelforten van Rajasthan · Rani ki vav (the Queen’s Stepwell) in Patan, Gujarat · Nationaal park Great Himalayan · Nationaal park Khangchendzonga · Architecturaal werk van Le Corbusier (Hoofdstedelijk gebouwencomplex van Chandigarh) · Archeologische site Nalanda Mahavihara (universiteit van Nalanda) in Nalanda, Bihar · Historische stad Ahmadabad · Ensembles van neogotiek en art deco in Mumbai · De stad Jaipur, Rajasthan · Kakatiya Rudreshwara (Ramappatempel) · Dholavira: een stad van de Harappabeschaving · Moidams - het grafheuvelsysteem van de Ahomdynastie